# Edmund Schulthess

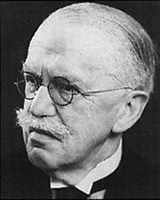

Edmund Schulthess (2 maart 1868 - 22 april 1944) was een Zwitsers politicus. 
Schulthess kwam uit het kanton Aargau. Hij was lid van de Vrijzinnige-Democratische Partij (FDP). Op 17 juli 1912 werd Schulthess in de Bondsraad gekozen. Hij bleef lid van de Bondsraad tot 15 april 1935.
Als lid van de Bondsraad beheerde hij het Departement van Handel, Industrie en Landbouw (1912-1935).
Schulthess was vicepresidenten in de jaren 1916, 1920, 1927 en 1932. Hij was bondspresident in de jaren 1917, 1921, 1928 en 1933.